# La Tronche
La Tronche este o comună în departamentul Isère din sud-estul Franței. În 2009 avea o populație de 6.038 de locuitori.

## Evoluția populației
| An        | 1975  | 1982  | 1990  | 1999  | 2006  | 2009  |
| --------- | ----- | ----- | ----- | ----- | ----- | ----- |
| Populație | 7.410 | 6.690 | 6.454 | 6.433 | 6.142 | 6.038 |

## Personalități născute aici
- Philippe Streiff (1955 - 2022), pilot de Formula 1.